# Назарова Наталія Вікторівна
Наталія Вікторівна Назарова (рос. Наталья Викторовна Назарова, 26 травня 1979) — російська легкоатлетка, олімпійська медалістка.

## Виступи на Олімпіадах
| Олімпіада   | Дисципліна              | Місце     |
| ----------- | ----------------------- | --------- |
| Сідней 2000 | біг на 400 метрів       | 6 h1 r3/4 |
| Сідней 2000 | естафета 4 x 400 метрів | 3 h2 r1/2 |
| Афіни 2004  | біг на 400 метрів       | 8         |
| Афіни 2004  | естафета 4 x 400 метрів | 2         |
| Лондон 2012 | естафета 4 x 400 метрів | 2         |

## Зовнішні посилання
- Досьє на sport.references.com